# Palais Hoyos (Rennweg)

Palais Hoyos

Das Palais Hoyos ist ein Palais im 3. Wiener Gemeindebezirk Landstraße. 

## Geschichte
Das Palais wurde 1890 von Otto Wagner erbaut, zusammen mit den Häusern Rennweg 1 und 5. Das mittlere am Rennweg Nr. 3, das spätere Palais Hoyos, behielt Wagner für sich. Im Nebengebäude, am Rennweg Nr. 5, wohnte u. a. Gustav Mahler von 1898 bis 1909. Auf dem Baugrund befanden sich vordem das ehemalige Dreifaltigkeitsspital, danach die Kaserne der k. k. adelig-polnischen Leibgarde und letztlich die Kaserne der Arcièren-Leibgarde (Leibgardekaserne). Das Gebäude wurde im Stil des Historismus erbaut, die Fassade ist im Jugendstil mit Elementen des Rokoko gehalten. Innerhalb von Wagners Werk gilt dieses Ensemble (und insbesondere dieses Palais) als entscheidender Schritt bei seiner Ablösung von Historismus.
Dieses Gebäude wurde von Wagner als sowohl Atelier als auch Privathaus benutzt, wobei sich das Atelier im Parterre, der Repräsentationsbereich im ersten Stock und der private Bereich im zweiten Stock befand. Das Atelier wurde bis 1894 benutzt.
1903 wurde das Palais an die verwitwete Gräfin Marie Hoyos verkauft. Die Familie Hoyos besaß ein weiteres Palais an der Ringstraße, das heutige Hotel Bristol. 1957 wurde aus der Liegenschaft der Familie Hoyos das Palais Hoyos an der Landstraße an Jugoslawien verkauft, welches darin die Botschaft Jugoslawiens in Österreich einrichtete. Nach dem Zerfall Jugoslawiens in mehrere selbständige Staaten ging das Gebäude in den Besitz Serbiens über und wurde zur Botschaft der Republik Serbien in Österreich. Im Zuge von Neuverhandlungen über die Nachfolge des jugoslawischen Staatsbesitzes im Jahre 2011 wurde das Palais Hoyos an Kroatien übergeben. 2009 wurde das Palais gründlich restauriert.